# Raphia flexuosa
Raphia flexuosa là một loài bướm đêm trong họ Noctuidae.